# Helen Broderick
Helen Broderick (Filadelfia, 11 agosto 1891 – Beverly Hills, 25 settembre 1959) è stata un'attrice statunitense.
Dopo aver iniziato la carriera in teatro, divenne famosa come spalla comica in molti film degli anni trenta e quaranta

## Biografia

### Carriera
Helen Broderick iniziò a Broadway come chorus girl  nel corpo di ballo delle Ziegfeld Follies of 1907, la prima edizione delle grandi riviste di Florenz Ziegfeld. Continuò ad esibirsi nel vaudeville come componente del duo Broderick & Crawford formato insieme al marito finché quella forma di spettacolo non passò di moda. Nella sua prima commedia, Nifties of 1923, prese a lavorare come solista. Verso la fine degli anni venti, le vennero affidati sempre più spesso ruoli da protagonista, come in Fifty Million Frenchmen.
Nei primi anni trenta, recitò in The Band Wagon e in As Thousands Cheer. Il successo teatrale le aprì la via di Hollywood, dove sarebbe diventata una delle spalle comiche più popolari, tanto da affiancare il duo Astaire-Rogers in Cappello a cilindro e in Follie d'inverno. Ebbe poi altri ruoli da protagonista in alcuni film di serie B, come quello dell'investigatrice dilettante Hildegarde Withers in Murder on a Bridle Path (1936). L'ultima sua apparizione sullo schermo fu nel 1946, a fianco di Deanna Durbin ne La commedia è finita.

### Vita personale
Helen Broderick era sposata all'attore Lester (Pendergast) Crawford. Dal loro matrimonio nacque Broderick Crawford (1911–1986) che, nel 1950, avrebbe vinto il premio Oscar per la sua interpretazione di Tutti gli uomini del re.
L'attrice morì dopo un ictus all'età di 68 anni il 25 settembre 1959. Suo marito morì nel novembre 1962.

## Filmografia

### Attrice
- High Speed, regia di Herbert Blaché (1924)
- Nile Green, regia di Murray Roth - cortometraggio (1930)
- For Art's Sake, regia di Harold Beaudine - cortometraggio (1930)
- Court Plastered
- 50 Million Frenchmen, regia di Lloyd Bacon (1931)
- The Spirits of 76th Street, regia di Arthur Hurley - cortometraggio (1931)
- Cold Turkey, regia di Roy Mack - cortometraggio (1931)
- Cappello a cilindro (Top Hat), regia di Mark Sandrich (1935)
- To Beat the Band, regia di Benjamin Stoloff (1935)
- Love on a Bet, regia di Leigh Jason (1936)
- Murder on a Bridle Path, regia di William Hamilton, Edward Killy (1936)
- La forza dell'amore (The Bride Walks Out), regia di Leigh Jason (1936)
- Follie d'inverno (Swing Time), regia di George Stevens (1936)
- Quartieri di lusso (Smartest Girl in Town), regia di Joseph Santley (1936)
- We're on the Jury, regia di Ben Holmes (1937)
- Meet the Missus, regia di Joseph Santley (1937)
- The Life of the Party, regia di William A. Seiter (1937)
- Una ragazza fortunata (She's Got Everything), regia di Joseph Santley (1937)
- Radio City Revels, regia di Benjamin Stoloff (1938)
- Allora la sposo io (The Rage of Paris), regia di Henry Koster (1938)
- The Road to Reno, regia di S. Sylvan Simon (1938)
- Servizio di lusso (Service de Luxe), regia di Rowland V. Lee (1938)
- Sfida a Baltimora (Stand Up and Fight), regia di W.S. Van Dyke II (1939)
- L'alfabeto dell'amore (Naughty But Nice), regia di Ray Enright (1939)
- Honeymoon in Bali, regia di Edward H. Griffith (1939)
- The Captain Is a Lady, regia di Robert B. Sinclair (1940)
- No, No, Nanette, regia di Herbert Wilcox (1940)
- Virginia, regia di Edward H. Griffith (1941)
- Una ragazza per bene (Nice Girl?), regia di William A. Seiter (1941)
- Papà prende moglie (Father Takes a Wife), regia di Jack Hively (1941)
- Picture People No. 3: Hobbies of the Stars, regia di M. Clay Adams - cortometraggio (1941)
- La taverna delle stelle (Stage Door Canteen), regia di Frank Borzage (1943)
- Chip Off the Old Block
- Her Primitive Man
- Three Is a Family, regia di Edward Ludwig (1944)
- Love, Honor and Goodbye, regia di Albert S. Rogell (1945)
- La commedia è finita (Because of Him), regia di Richard Wallace (1946)

### Sceneggiatrice
- High Speed, regia di Herbert Blaché (1924)

## Spettacoli
- Ziegfeld Follies of 1907 (Broadway, 8 luglio 1907)
- Algeria (Broadway, 31 agosto 1908)
- Havana (Broadway, 11 febbraio 1909)
- The Yankee Girl (Broadway, 10 febbraio 1910)
- Jumping Jupiter (Broadway, 6 marzo 1911)
- The Honeymoon Express (Broadway, 6 febbraio 1913)
- Nifties of 1923 (Broadway, 25 settembre 1923)
- The Wild Westcotts (Broadway, 24 dicembre 1923)
- Puzzles of 1925 (Broadway, 2 febbraio 1925)
- Mama Loves Papa (Broadway, 22 febbraio 1926)
- Oh, Please (Broadway, 17 dicembre 1926)
- Fifty Million Frenchmen (Broadway, 27 novembre 1929)
- The Band Wagon (Broadway, 3 giugno 1931)
- Earl Carroll's Vanities [1932] (Broadway, 27 settembre 1932)
- As Thousands Cheer (Broadway, 30 settembre 1933)